# علی‌آباد معینی
 علی‌آباد معینی، روستایی از توابع بخش مرکزی شهرستان زنجان در استان زنجان ایران است. 

## جمعیت
این روستا در دهستان تهم قرار دارد و  جمعیت آن ۹ نفر (۳خانوار) بوده‌است.